# The Next Best Thing (Music from the Motion Picture)
The Next Best Thing (Music from the Motion Picture) è la colonna sonora, pubblicata il 21 febbraio 2000 per l'etichetta discografica Maverick Records, del film Sai che c'è di nuovo?, parzialmente interpretata dalla cantautrice statunitense Madonna.

## Descrizione
Nell'album sono contenute due canzoni di Madonna che è anche la protagonista del film assieme a Rupert Everett: il singolo American Pie, cover di Don McLean che ottenne successo in tutto il mondo, salendo in cima alle classifiche nel Regno Unito, in Italia, Australia, Germania e Giappone, e la canzone inedita Time Stood Still.
L'album della colonna sonora fu pubblicato dalla Maverick Records il 21 febbraio 2000, a ridosso dell'uscita del film avvenuta il 3 marzo del 2000, in concomitanza con l'uscita del singolo di lancio. Raggiunse la posizione numero 34 nella classifica Billboard 200 degli album più venduti negli Stati Uniti. Madonna è stata la produttrice esecutiva della colonna sonora assieme a William Orbit e ha selezionato personalmente tutti i brani inclusi nell'album, ad opera di artisti quali Moby, Beth Orton, Christina Aguilera e Groove Armada.

## Tracce
1. "Boom Boom Ba" – Métisse
2. "Bongo Bong" – Manu Chao
3. "Don't Make Me Love You ('Til I'm Ready)" – Christina Aguilera
4. "American Pie" – Madonna
5. "This Life" – Mandalay
6. "If Everybody Looked the Same" – Groove Armada
7. "Why Does My Heart Feel So Bad?" – Moby
8. "I'm Not in Love" – Olive
9. "Stars All Seem to Weep" – Beth Orton
10. "Time Stood Still" – Madonna
11. "Swayambhu" – Solar Twins
12. "Forever and Always" – Gabriel Yared